# Кірябінська сільська рада
Кіря́бінська сільська рада (рос. Кирябинский сельский совет) — муніципальне утворення у складі Учалинського району Башкортостану, Росія. Адміністративний центр — село Кірябінське.

## Історія
17 грудня 2004 року до складу сільради була передана територія площею 19,78 км² Ніколаєвської сільради Бєлорєцького району.

## Населення
Населення — 445 осіб (2019, 487 в 2010, 595 в 2002).

## Склад
До складу поселення входять такі населені пункти:
| Населений пункт         | Населення, осіб (2002) | Населення, осіб (2010) |
| ----------------------- | ---------------------- | ---------------------- |
| Байсакалово, присілок   | 0                      | 0                      |
| Кірябінське, село       | 593                    | 485                    |
| Новохусаїново, присілок | 2                      | 2                      |